# Code Geass: Oz the Reflection
Code Geass: Oz the Reflection (コードギアス 双貌のオズ?, Kōdo Giasu - Sōbō no Ozu) è un progetto multimediale spin-off di Code Geass: Lelouch of the Rebellion, composto da una serie di light novel, scritta da Chika Tōjō e pubblicata su Hobby Japan, e da un manga, illustrato da Shigeru Morita e serializzato su Newtype Ace e Comp Ace. Il character design è stato curato da Takahiro Kimura, che aveva già lavorato alla serie animata, mentre il mecha design è stato affidato a Eiji Nakata, anche lui veterano di Lelouch of the Rebellion, e Kenji Teraoka.
La storia è ambientata nell'arco di tempo tra Code Geass: Lelouch of the Rebellion e Code Geass: Lelouch of the Rebellion R2 ed è narrata dal punto di vista di due protagonisti diversi: Orpheus Zevon, un giovane al comando della cellula terroristica Peace Mark, e Oldrin Zevon, esperta pilota di knightmare frame e membro del corpo militare dei Glinda Knights.
Un picture drama sulla serie è stato allegato in DVD al numero di Newtype Ace di febbraio 2013.

## Trama
La storia è ambientata nell'anno 2018, un anno dopo la fallita "Black Rebellion" di Zero e dell'Ordine dei Cavalieri Neri. Sebbene l'Impero di Britannia abbia ristabilito l'ordine, la tentata ribellione ha incoraggiato gli oppositori al regime e in tutto il mondo si sono moltiplicati gli episodi di rivolta e sono sorte cellule terroristiche. Una di queste è l'organizzazione Peace Mark, guidata dal giovane Orpheus Zevon. Per sedare le rivolte, la principessa Marrybel Mel Britannia ha istituito il corpo militare dei Glinda Knights, con a capo l'esperta pilota Oldrin Zevon a bordo del suo Lancelot Grail.
Durante una delle loro missioni in Medio Oriente, Orpheus e Oldrin si incontrano sul campo di battaglia come avversari e scorpono di essere fratello e sorella.

## Personaggi

### Personaggi principali
Oldrin Zevon (オルドリン・ジヴォン?, Orudorin Jivon)
Doppiatori: Nana Hamasaki (picture drama) (giapponese)
Orpheus Zevon (オルフェウス・ジヴォン?, Orufeusu Jivon)
Doppiatori: Tatsuhisa Suzuki (drama CD) (giapponese)
Marrybell mel Britannia (マリーベル・メル・ブリタニア?, Marīberu meru Buritania)
Doppiatori: Maaya Uchida (picture drama) (giapponese)
Wizard (ウィザード?, Wizādo)

### Peace Mark
Zi Dian (紫電?), pronuncia giapponese Zwī Dien (ズィー・ディエン?)
Ganabati (ガナバディ?, Ganabati)
Miss X (ミス・エックス?, Misu Ekkusu)
Doppiatori: Atsumi Tanezaki

### Glinda Knights
Sokkia Sherpa (ソキア・シェルパ?, Sokia Sherupa)
Doppiatori: Yui Watanabe
Leonhardt Steiner (レオンハルト・シュタイナー?, Reonharuto Shutainā)
Tink Lockhart (ティンク・ロックハート?, Tinku Rokkuhāto)
Toto Thompson (トト・トンプソン?, Toto Tonpuson)
Marika Soresi (マリーカ・ソレイシィ?, Marīka Soreishi)
Johanne Schwarzer (ヨハン・シュバルツァー?, Yohan Shubarutsā)
Domenichino Della (ドメニティーノ・デッラ?, Domenitīno Derra)
Marcil Malakhov (マーシル・マラーホフ?, Māshiru Marāhofu, Марсил Малахов)
Elicia Markor (エリシア・マルコーア?, Erishia Marukōa)
Eris Kschessinskaya (エリス・クシェシスカヤ?, Erisu Kusheshisukaya, Эрида Кшесинская)

### Forze speciali "Pluton"
Serverous (サーベラス?, Sāberasu)
Typhon Ladon (ティフォン・ラドン?, Tifon Radon)
Sharon Tragitto (シャロン・トラジット?, Sharon Torajitto)

### Fire Balls
Alessandra Dolos (アレッサンドラ・ドロス?, Aressandora Dorosu)
Jamie Hogan (ジェイミー・ホーガン?, Jeimī Hōgan)
Stephanie Iverson (ステファニー・アイバーソン?, Sutefanī Aibāson)
Matoaka Granger (マトアカ・グレインジャー?, Matoaka Gureinjā)
Lily Erdmann (リリー・エルトマン?, Rirī Erutoman)

### Federazione Cinese
Yukimaro Sawazaki (澤崎 幸麿?, Sawazaki Yukimaro)

### E.U.
Akito Hyūga (日向 アキト?, Hyūga Akito)
Personaggi di Code Geass: Akito the Exiled
Leila Malcal (レイラ・マルカル?, Reira Marukaru)
Personaggi di Code Geass: Akito the Exiled
Neha Shankar (ネーハ・シャンカール?, Nēha Shankāru)
Imano (『導師』?, Dōshi)
Shuvalov Bezekirsky (ショヴァロフ・ベジェキルスキィ?, Shovarofu Bejekirusukwi, Шувалов Безекирский)

### Possessori di Geass
Clara Lanfranc (クララ・ランフランク?, Kurara Ranfuranku)
Euliya (エウリア?, Euria)

### Altri
Maurizio Isher (マウリツィオ・イシャー?, Mauritsio Ishā)
Torakichi Tsukiyama (月山虎吉?, Tsukiyama Torakichi)
Genshin Tsukiyama (月山玄信?, Tsukiyama Genshin)

## Media

### Light novel
Il progetto di Oz the Reflection si articola in una photo story, sorta di romanzo illustrato equivalente ad una light novel, scritta da Chika Tōjō e pubblicata sulla rivista Hobby Japan dal 10 luglio 2013 al 26 maggio 2016. I libri seguono Orpheus Zevon, un giovane al comando della cellula terroristica Peace Mark. La prima serie, composta da tre volumi, è sottotitolata SIDE:Orpheus (SIDE:オルフェウス?, SIDE:Orufeusu), così come l'ultimo volume della seconda serie, mentre il primo albo della seconda serie è indicato come SIDE:Lyre (SIDE:ライアー?, SIDE:Raiā).
Prima serie
| Nº | Titolo italiano Giapponese 「Kanji」 - Rōmaji | Data di prima pubblicazione              | Data di prima pubblicazione |
| Nº | Titolo italiano Giapponese 「Kanji」 - Rōmaji | Giapponese                               | Italiano                    |
| 1  | Code Geass: OZ the Reflection 1 「コードギアス 双貌のオズ 1」 - Kōdo Giasu - Sōbō no Oz 1 | 10 luglio 2013 ISBN 978-4-79-860635-4    | -                           |
| 1  | Capitoli - Episodio 1 (第1話 コードネームはオズ?) - Episodio 2 (第2話 遙かなる狙撃?) - Episodio 3 (第3話 白炎対紅蓮?) - Episodio 4 (第4話 地図にない村?) - Episodio 5 (第5話 聖なるペトロの街?) - Episodio 6 (第6話 それぞれの闇?) - Episodio 7 (第7話 白き死神は蒼穹を舞う?) - Episodio 8 (第8話 危険な遊戯?) - Episodio 9 (第9話 道しるべ?) - Episodio 10 (第10話 凶星、煌めく?) |                                          |                             |
| 2  | Code Geass: OZ the Reflection 2 「コードギアス 双貌のオズ 2」 - Kōdo Giasu - Sōbō no Oz 2 | 26 febbraio 2014 ISBN 978-4-79-860737-5  | -                           |
| 2  | Capitoli - Episodio 11 (第11話 赤と白の炎?) - Episodio 12 (第12話 不敗の虎?) - Episodio 13 (第13話 魔女の帰還?) - Episodio 14 (第14話 ランスロット対ランスロット?) - Episodio 15 (第15話 赤き連鎖の月?) - Episodio 16 (第16話 人の集まる場所?) - Episodio 17 (第17話 時速500kmの陥穽?) - Episodio 18 (第18話 蒼、果てしなく?)                                                      |                                          |                             |
| 3  | Code Geass: OZ the Reflection 3 「コードギアス 双貌のオズ 3」 - Kōdo Giasu - Sōbō no Oz 3 | 26 settembre 2014 ISBN 978-4-79-860848-8 | -                           |
| 3  | Capitoli - Episodio 19 (第19話 ニガヨモギの街?) - Episodio 20 (第20話 香港ふたたび?) - Episodio 21 (第21話 二人の妹?) - Episodio 22 (第22話 牙の潮流?) - Episodio 23 (第23話 報復の刃?) - Episodio 24 (第24話 紫の雷、疾走る?) - Episodio 25 (第25話 花の都?) - Episodio 26 (第26話 再会 二人のオズ?)                                                                              |                                          |                             |

Seconda serie
| Nº | Giapponese 「Kanji」 - Rōmaji                                  | Data di prima pubblicazione           | Data di prima pubblicazione |
| Nº | Giapponese 「Kanji」 - Rōmaji                                  | Giapponese                            | Italiano                    |
| 1  | 「コードギアス 双貌のオズO2 1」 - Kōdo Giasu - Sōbō no Oz O2 1 | 25 aprile 2015 ISBN 978-4-79-861006-1 | -                           |
| 2  | 「コードギアス 双貌のオズO2 2」 - Kōdo Giasu - Sōbō no Oz O2 2 | 26 maggio 2016 ISBN 978-4-79-861006-1 | -                           |

### Manga
Il manga Code Geass: Oz the Reflection (コードギアス 双貌のオズ?, Kōdo Giasu: Sōbō no Ozu) è stato illustrato da Chika Tōjō e serializzato dal 10 aprile 2012 al 26 luglio 2014 da Kadokawa Shoten sulla rivista Newtype Ace fino ad agosto 2013 e in seguito su Comp Ace. I capitoli sono stati in seguito raccolti in cinque volumi tankōbon. L'edizione italiana è stata pubblicata da Planet Manga, etichetta di Panini Comics, dal 25 settembre 2014 al 18 giugno 2015.
Un sequel intitolato Code Geass: Oz the Reflection O2 (コードギアス 双貌のオズO2?, Kōdo Giasu: Sōbō no Ozu Ō Tsū), sempre ad opera di Tōjō, è stato pubblicato su Comp Ace dal 26 agosto 2014 al 26 febbraio 2016 e in seguito raccolto in cinque volumi tankōbon.
In quanto approfondiscono la storia di Oldrin Zevon, i manga sono sottotitolati SIDE:Oldrin (SIDE：オルドリン?, SIDE:Orudorin).
Prima serie
| Nº | Titolo italiano Giapponese 「Kanji」 - Rōmaji | Data di prima pubblicazione              | Data di prima pubblicazione |
| Nº | Titolo italiano Giapponese 「Kanji」 - Rōmaji | Giapponese                               | Italiano                    |
| 1  | Code Geass: OZ the Reflection 1 「コードギアス 双貌のオズ 1」 - Kōdo Giasu - Sōbō no Oz 1 | 8 agosto 2012 ISBN 978-4-04-120363-7     | 25 settembre 2014           |
| 1  | Capitoli - Prologo - Mask:01 - I Glinda Knights - Mask:02 - La spada scarlatta - Mask:03 - The reflection |                                          |                             |
| 2  | Code Geass: OZ the Reflection 2 「コードギアス 双貌のオズ 2」 - Kōdo Giasu - Sōbō no Oz 2 | 8 gennaio 2013 ISBN 978-4-04-120485-6    | 18 dicembre 2014            |
| 2  | Capitoli - Mask:04 - Il falco che volteggia sulla capitale oscura (parte iniziale) - Mask:05 - Il falco che volteggia sulla capitale oscura (parte centrale) - Mask:06 - Il falco che volteggia sulla capitale oscura (parte finale) - Mask:07 - I cavalieri del cielo - Side Orpheus                    |                                          |                             |
| 3  | Code Geass: OZ the Reflection 3 「コードギアス 双貌のオズ 3」 - Kōdo Giasu - Sōbō no Oz 3 | 6 luglio 2013 ISBN 978-4-04-120699-7     | 19 febbraio 2015            |
| 3  | Capitoli - Mask:08 - Eroi (prologo) - Mask:09 - Eroi (parte iniziale) - Mask:10 - Eroi (parte centrale) - Mask:11 - Eroi (parte finale) - Mask:12 - Il lume del riconoscimento e il rumore di passi dell'ombra                                                                                           |                                          |                             |
| 4  | Code Geass: OZ the Reflection 4 「コードギアス 双貌のオズ 4」 - Kōdo Giasu - Sōbō no Oz 4 | 26 febbraio 2014 ISBN 978-4-04-120980-6  | 23 aprile 2015              |
| 4  | Capitoli - Mask:13 - La campanula del tramonto - Mask:14 - L'arma del delitto nascosta in giardino (parte iniziale) - Mask:15 - L'arma del delitto nascosta in giardino (parte centrale) - Mask:16 - L'arma del delitto nascosta in giardino (parte finale) - Mask:17 - La morte prematura di Pigmalione |                                          |                             |
| 5  | Code Geass: OZ the Reflection 5 「コードギアス 双貌のオズ 5」 - Kōdo Giasu - Sōbō no Oz 5 | 26 settembre 2014 ISBN 978-4-04-101896-5 | 18 giugno 2015              |
| 5  | Capitoli - Mask:18 - Fine primo atto - Intervallo - Mask:19 - La promessa oltre il fumo della battaglia - Mask:20 - È destino (parte iniziale) - Mask:21 - È destino (parte finale) - Mask:22 - Scontro riflesso! - Epilogo                                                                              |                                          |                             |

Seconda serie
| Nº | Giapponese 「Kanji」 - Rōmaji                                  | Data di prima pubblicazione            | Data di prima pubblicazione |
| Nº | Giapponese 「Kanji」 - Rōmaji                                  | Giapponese                             | Italiano                    |
| 1  | 「コードギアス 双貌のオズO2 1」 - Kōdo Giasu - Sōbō no Oz O2 1 | 25 aprile 2015 ISBN 978-4-04-102866-7  | -                           |
| 2  | 「コードギアス 双貌のオズO2 2」 - Kōdo Giasu - Sōbō no Oz O2 2 | 25 aprile 2015 ISBN 978-4-04-102867-4  | -                           |
| 3  | 「コードギアス 双貌のオズO2 3」 - Kōdo Giasu - Sōbō no Oz O2 3 | 26 gennaio 2016 ISBN 978-4-04-103772-0 | -                           |
| 4  | 「コードギアス 双貌のオズO2 4」 - Kōdo Giasu - Sōbō no Oz O2 4 | 26 gennaio 2016 ISBN 978-4-04-103773-7 | -                           |
| 5  | 「コードギアス 双貌のオズO2 5」 - Kōdo Giasu - Sōbō no Oz O2 5 | 26 maggio 2016 ISBN 978-4-04-104262-5  | -                           |